# Drouvin-le-Marais
Drouvin-le-Marais ist eine französische Gemeinde mit 610 Einwohnern (Stand: 1. Januar 2022) im Département Pas-de-Calais in der Region Hauts-de-France. Sie gehört zum Arrondissement Béthune, zum Kanton Nœux-les-Mines und zum Gemeindeverband Béthune-Bruay, Artois-Lys Romane.

## Geographie
Die Gemeinde Drouvin-le-Marais liegt im Nordfranzösischen Kohlerevier, etwa sechs Kilometer südlich des Stadtzentrums von Béthune. Umgeben wird Drouvin-le-Marais von den Nachbargemeinden Vaudricourt im Westen und Norden, Verquin im Norden und Osten, Nœux-les-Mines im Südosten sowie Houchin im Westen.

## Bevölkerungsentwicklung
| Jahr                       | 1962 | 1968 | 1975 | 1982 | 1990 | 1999 | 2006 | 2013 | 2022 |
| -------------------------- | ---- | ---- | ---- | ---- | ---- | ---- | ---- | ---- | ---- |
| Einwohner                  | 343  | 354  | 334  | 344  | 383  | 404  | 511  | 566  | 610  |
| Quellen: Cassini und INSEE |      |      |      |      |      |      |      |      |      |

## Sehenswürdigkeiten
- Kirche Saint-Pierre aus dem 19. Jahrhundert

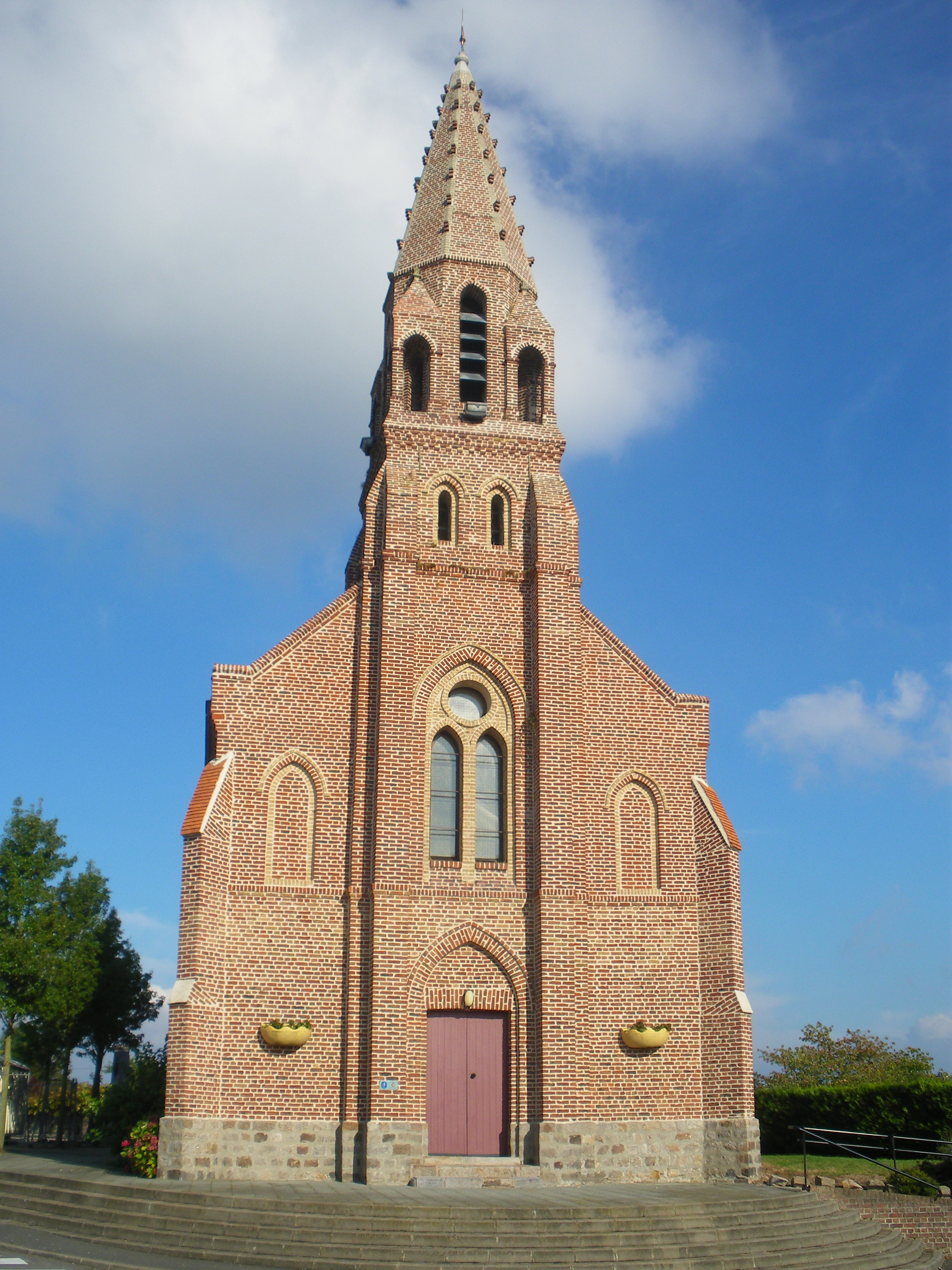
Kirche Saint-Pierre
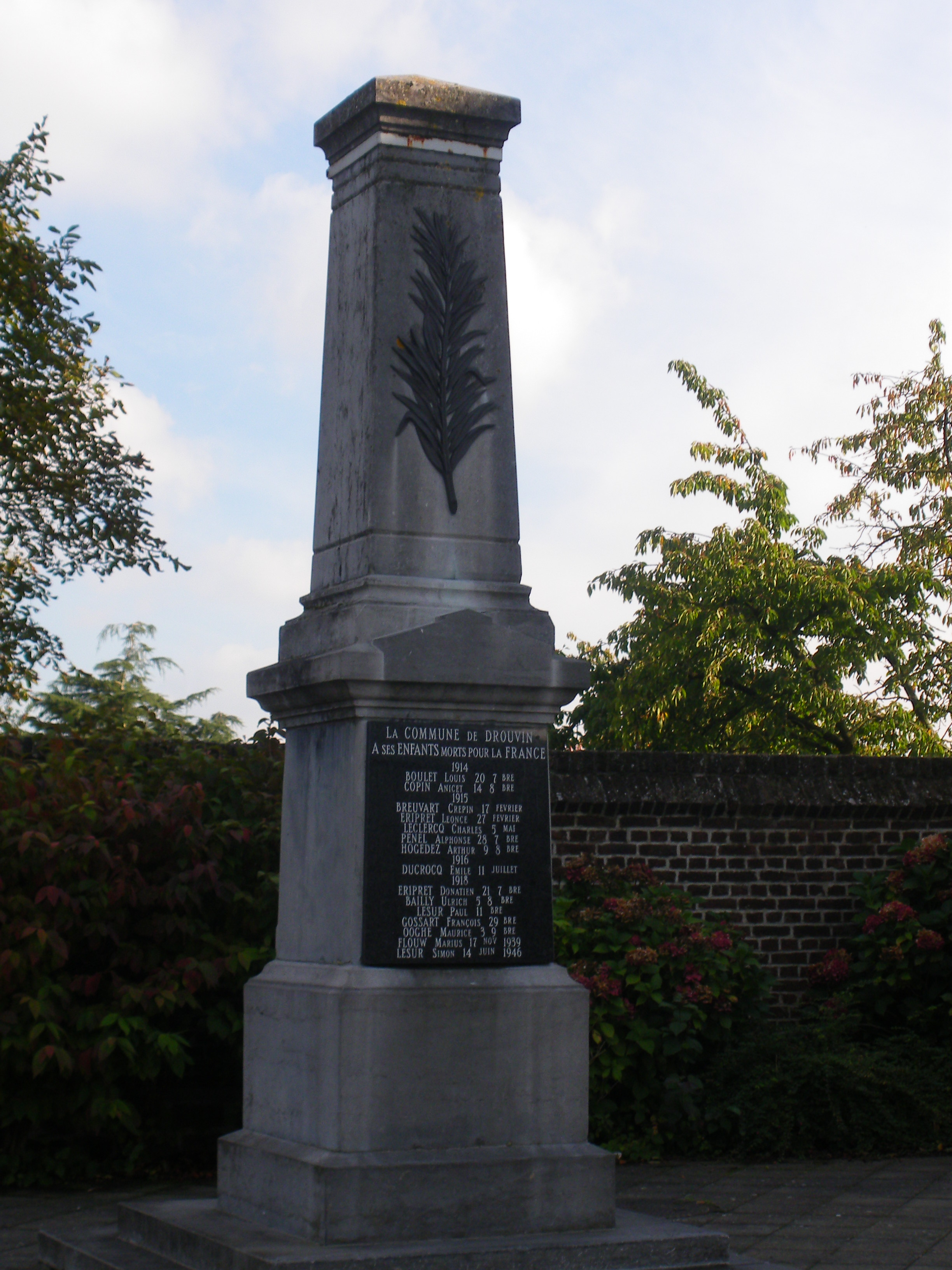
Gefallenendenkmal